# Karl Sandelin
Karl Sandelin (Maalahti, 28 de setembro de 1887 — Helsinki, 8 de maio de 1950) foi um ginasta finlandês que competiu em provas de ginástica artística pela nação.
Sandelin é o detentor de uma medalha olímpica, conquistada na edição de 1908, nos Jogos de Londres. Na ocasião, ao lado de outros 25 companheiros, conquistou a medalha de bronze, após ser superado pelas nações da Suécia, de Sven Landberg, medalhista de ouro, e Noruega, segunda colocada.